# Gnophomyia vanitas
Gnophomyia vanitas är en tvåvingeart som beskrevs av Alexander 1950. Gnophomyia vanitas ingår i släktet Gnophomyia och familjen småharkrankar. Inga underarter finns listade i Catalogue of Life.